# جورج هوب
جورج هوب (بالإنجليزية: George Hope)‏ (4 أبريل 1954 في المملكة المتحدة - ) هو لاعب كرة قدم بريطاني في مركز الهجوم. لعب مع تشارلتون أثلتيك ونادي يورك سيتي ونيوكاسل يونايتد.

## وصلات خارجية
- جورج هوب على موقع قاعدة بيانات كرة القدم.إي يو (الإنجليزية)